# Sleepify
Sleepify ist das vierte Album der US-amerikanischen Indie Funk-Band Vulfpeck. Es erschien im März 2014 als exklusives Spotify-Album und besteht ausschließlich aus Liedern absoluter Stille. Ende April 2014 wurde das Album aus dem Onlinestreamingangebot von Spotify entfernt.

## Titelliste
1. Z – 0:31
2. Zz – 0:32
3. Zzz – 0:32
4. Zzzz – 0:32
5. Zzzzz – 0:31
6. Zzzzzz – 0:32
7. Zzzzzzz – 0:32
8. Zzzzzzzz – 0:32
9. Zzzzzzzzz – 0:31
10. Zzzzzzzzzz – 0:31

## Hintergrund
Nach Angaben des Keyboarders und Schlagzeugers Jack Stratton entstand die Idee für das Album in einem Interview Dave Pensados in dessen Webserie Pensado’s Place mit dem Musikproduzenten Ron Fair.
Stratton forderte Fans in einem YouTube-Video dazu auf, die Lieder der neuen Platte in einer Endlosschleife auf Spotify, während des Schlafens, abzuspielen. Die Band erhalte so pro gestreamtem Musiktitel etwa einen halben Cent, für eine ganze Nacht also circa vier Euro. Dieses Geld wolle man in eine Tour mit kostenlosen Konzerten investieren, falls das Konzept anschlägt. Da ein Musiktitel auf Spotify erst ab einer Mindestlaufzeit von 30 Sekunden als abgespielt gilt und somit die Geldausschüttung durch Spotify erst ab diesem Zeitpunkt möglich ist, überschreiten alle der Musiktitel bewusst und in knappem Maße diese Begrenzung.
Angaben Spiegel Onlines zufolge wurde Sleepify auf diese Art rund 250.000 mal abgerufen, was der Band Einnahmen von rund 20.000 Dollar eingebracht haben soll. Das eingenommene Geld verwendete Vulfpeck für Konzerte in den USA und 2017 für eine Europa-Tournee.
Einer Aussage eines Sprechers, sein Unternehmen habe keine Pläne, etwas gegen stille Musik zu unternehmen, im März 2014 zum Trotz, wurde das gesamte Album Ende April 2014, nach einer von der Band unbeachteten Aufforderung Spotifys per E-Mail, das Werk offline zu nehmen, aus dem Onlineangebot des Musik-Streamingdienstes genommen, da es gegen die Bestimmungen für Spotify-Inhalte verstoße. Spotify hatte zuvor eine stern.de-Anfrage am 11. April bekräftigt, dass gemäß ihrer „aktuellen Richtlinien nichts gegen diese Aktion spreche“. Vulfpeck-Mitglied Jack Stratton reagierte darauf mit dem Upload eines Albums namens Official Statement, in dessen ersten Stück #Hurt Stratton eine Stellungnahme zur momentanen Situation abgibt. Der zweite Titel dieses Albums, genannt #Reflect, besteht erneut aus 31 Sekunden Stille.
Nach Angabe Spiegel Onlines war zunächst unklar, ob Vulfpeck Zahlungen von Spotify, die nach Aussagen Strattons mit einer Verzögerung von zwei Monaten erfolgen, erhalten würde. Eine Anfrage der Online-Internetzeitung The Daily Dot wies ein Sprecher Spotifys ab: „Ich fürchte, wir haben zu dem Thema nicht mehr wirklich etwas zu sagen. Tut mir leid.“ Ein Artikel der Nachrichten-Website Stern.de vom 8. März 2014 berichtete dagegen, dass ein Pressesprecher Spotifys bestätigt habe, dass die Zahlungen auf jeden Fall getätigt würden. Dennoch wolle Spotify in Zukunft das Hochladen von stummer Musik verbieten.
Das Magazin Billboard berichtete im Juli 2014, Vulfpeck habe von Spotify für die Streams zwischenzeitlich einen Betrag von 19.655,56 Dollar erhalten.

## Rezeption
Die Idee hinter dem Album wurde international gefeiert und als kreativ beurteilt. Auch Spotify selbst nannte das Projekt eine „originelle Aktion“. Spiegel Online sprach von einem „Sleepify“-Hype.

„Musikmagazine und Szeneblogs feiern Vulfpeck als die Band, die Spotify ausgetrickst hat, als diejenigen, die die Absurdität eines ganzen Geschäftsmodells entlarven.“